# Julie K. Smith
Julie K. Smith (nacida el 18 de agosto de 1967) es una actriz alemana. Fue la Pet del Mes de Penthouse en febrero de 1993.

## Carrera
Smith apareció en películas populares de Hollywood y en películas de cine B antes de establecerse en el mundo de la pornografía blanda. Tuvo un papel protagonista en la comedia erótica de 1987 Pretty Smart, junto a Patricia Arquette, como una sexy rica en una escuela privada en Grecia, pero sus otros papeles en películas populares de finales de los 80 y principios de los 90 (tales como El último boy scout y Disorderlies) fueron menores. Tuvo un papel desacreditado en la película de 1976 de Alan Parker, Bugsy Malone.
Con su entrada en el mundo de la pornografía blanca, consiguió más papeles protagonistas. Hizo escenas de porno blando a finales de los 90, apareciendo en tres episodios de Erotic Confessions en 1996-97, la serie The Bare Wench Project, y varias películas de Andy Sidaris, como L.E.T.H.A.L. Ladies: Return to Savage Beach.
Smith tuvo una relación profesional de larga duración con el director Jim Wynorski, habiendo aparecido en numerosas películas durante las década de los 90 y los 2000.[cita requerida] Según el documental Popatopolis, Smith anunció su jubilación del mundo de la interpretación en 2005, después de la competición de The Witches of Breastwick. Sin embargo, en 2007, salió de su jubilación y volvió a hacer películas con Wynorski.[cita requerida]